# Silvestre Aveiro
Juan Silvestre Aveiro Delgadillo (Limpio, 31 de diciembre de 1837-Luque, 7 de junio de 1919) fue un secretario, juez, militar y político paraguayo que combatió en la Guerra de la Triple Alianza. En la posguerra ocupó distintos cargos políticos, ayudando grandemente con la reconstrucción del país.
Es recordado por ser uno de los últimos soldados paraguayos que vio con vida al Mariscal López en Cerro Corá, dejando un valioso testimonio escrito en sus memorias.

## Biografía

### Primeros años
Nació el 31 de diciembre de 1837 (día de San Silvestre) en Isla Aveiro, un paraje en ese tiempo pertenecía a Luque, actualmente corresponde a Limpio. Su madre fue Rosa Isabel Delgadillo y el nombre de su padre se desconoce. Su padrastro fue Faustino Aveiro, quien lo reconoció y le dio su apellido. Se sabe según testimonios de la época que Aveiro era un paraguayo afrodescendiente.
En 1850 inició sus primeros estudios en letra con el maestro Juan Arsenio Pabón, luego fue alumno del maestro Antonio Zalduondo.

### Gobierno de Carlos Antonio López
A los 16 años, en el mes de septiembre de 1856 fue nombrado escribano en el Ministerio de Hacienda.
En septiembre de 1858 con 20 años de edad, fue ascendido y sirvió como amanuense personal del presidente Carlos Antonio López hasta su muerte en septiembre de 1862, dos días antes de su muerte, el presidente lo nombró escribano de Gobierno y Hacienda, y Archivero General.

### Gobierno de Francisco Solano López
Con 24 años de edad, debido a la confianza que ya tenía con la familia López, le tocó servir en el gobierno de Francisco Solano López, ocupando algunos cargos administrativos como escribano. Fue también uno de los redactores del periódico de guerra "La Estrella", cuya imprenta estaba situada en Piribebuy.

### Guerra de la Triple Alianza
El 8 de junio de 1865 junto al Mariscal López dejan Asunción y marcha junto con otros miembros del gobierno paraguayo a Humaitá.
A la par de fungir sus labores como escribano de gobierno y hombre de letras del mariscal Francisco Solano López, entre el año 1867 y 1868 el aquel entonces Capitán honorario Silvestre Aveiro ingresó voluntariamente al ejército con el grado de Sargento Mayor, combatiendo en la batalla de Itá Ybaté y escalando hasta llegar al rango de Coronel de infantería. Luego por ausencia del coronel Luis Caminos, el 25 de diciembre de 1868 Aveiro fue nombrado Secretario General de Campaña.

#### Juez y fiscal de guerra
A fines del año 1865 se llevaron a cabo los primeros tribunales militares, de los cuales Silvestre Aveiro formó parte. Enjuició y participó en los procesos de reconocidos oficiales importantes del ejército paraguayo, siendo el más destacado en ese momento, el general Wenceslao Robles, que terminó siendo hallado culpable y fusilado. A lo largo de los años su trabajo como fiscal de sangre no cambió, y tuvo amplia participación en todos los juicios castrenses del Paraguay durante la Guerra de la Triple Alianza.
El 16 de octubre de 1868 se llevaron a cabo los Tribunales de San Fernando, donde se juzgó a algunos supuestos traidores, familiares de traidores, sospechosos de traición, de conspiración o de ayudar al enemigo. En ese proceso, Silvestre Aveiro ejerció el control de los 6 tribunales, sirviendo como un juez principal.

#### Campaña de las Cordilleras
En 1869, la situación de la guerra era cada vez peor para el ejército paraguayo y el mariscal López descubrió una supuesta nueva conspiración de la que formaban parte sus propios familiares, incluido su propia madre Juana Pabla Carrillo. Aveiro fue duro y severo con los acusados, sin importar si eran familiares del presidente siguió las leyes establecidas y los trató imparcialmente, se dice que Aveiro incluso le dio algunos golpes y cintarazos a la madre de López durante los interrogatorios, demostrando así su compromiso y lealtad con el gobierno de López.
Silvestre Aveiro acompañó a los restos del ejército de López en su retirada hasta Cerro Corá, donde combatió y consiguió sobrevivir, siendo uno de los últimos oficiales paraguayos que vio con vida a Francisco Solano López cerca del Río Aquidabán-Nigui el 1 de marzo de 1870.
Fue llevado como prisionero de guerra por el ejército brasileño. El 23 de marzo de 1870 Aveiro dio declaración a bordo de la cañonera brasilera Iguatemy, donde describió sus acciones durante la guerra. Luego fue embarcado junto con otros oficiales paraguayos a Río de Janeiro donde permaneció 5 meses, regresó al Paraguay en diciembre de 1870.

### Posguerra
Una vez de vuelta en Paraguay, Silvestre Aveiro regresó a su hogar en Limpio.
Se casó con Juana Susana Dolores Ferreira (hermana de Benigno Ferreira), con quien tuvo 7 hijos: Pedro Ángel Ramón (1872), Damiana Mercedes (1874), Carlos Abraham (1877). Marcial Gregorio (1881), Ángel Ramón (1882), Clotilda Ramona (1885) y Enrique Marcial (1895).
El 27 de febrero de 1874, durante el gobierno de Salvador Jovellanos, Silvestre Aveiro es nombrado jefe político y juez de paz de la ciudad de Limpio. Luego, unos meses después Aveiro se sumó a una pequeña revolución en contra de aquel gobierno, aunque no tuvo grandes éxitos.
En 1890 mantuvo correspondencia con su amigo Juan Crisóstomo Centurión, a quien mandó algunas cartas, que luego Centurión publicaría en su libro Memorias o Reminiscencias históricas sobre la Guerra del Paraguay de 1895.

### Últimos años y muerte
En sus últimos años de vida conoció al historiador paraguayo Juan E. O'Leary, quien lo animó a escribir sus memorias sobre la guerra y su participación en ella, dejando un valioso testimonio escrito en el año 1919. La mayor parte de sus memorias fueron dictadas, ya que Aveiro padecía de esclerosis y ya era muy anciano, lo que le dificultaba mucho escribir por su cuenta.
Su último cargo público que ejerció fue el de Juez de Paz en lo Civil y Comercial de Luque, ciudad en la que falleció el 7 de junio de 1919 a causa de esclerosis.

## Obras
- Memorias militares 1864 - 1870 (1919)[2]

## Homenajes
El Barrio Isla Aveiro de Limpio, así como una plaza y una calle del centro de dicha ciudad fueron nombrados en su honor.